# Jim Adkins
James Christopher Adkins, más conocido como Jim Adkins, nació el 10 de noviembre de 1975 en Mesa, Arizona. Es el líder del grupo Jimmy Eat World, donde actúa como vocalista y guitarrista principal, también se encarga de tocar los teclados.

## Biografía
Comenzó a tocar la guitarra a muy temprana edad y fue miembro de un grupo local en el instituto llamado "Dream". Formó en 1994 la banda Jimmy Eat World con sus compañeros de colegio e instituto Tom Linton, Mitch Porter y Zach Lind.

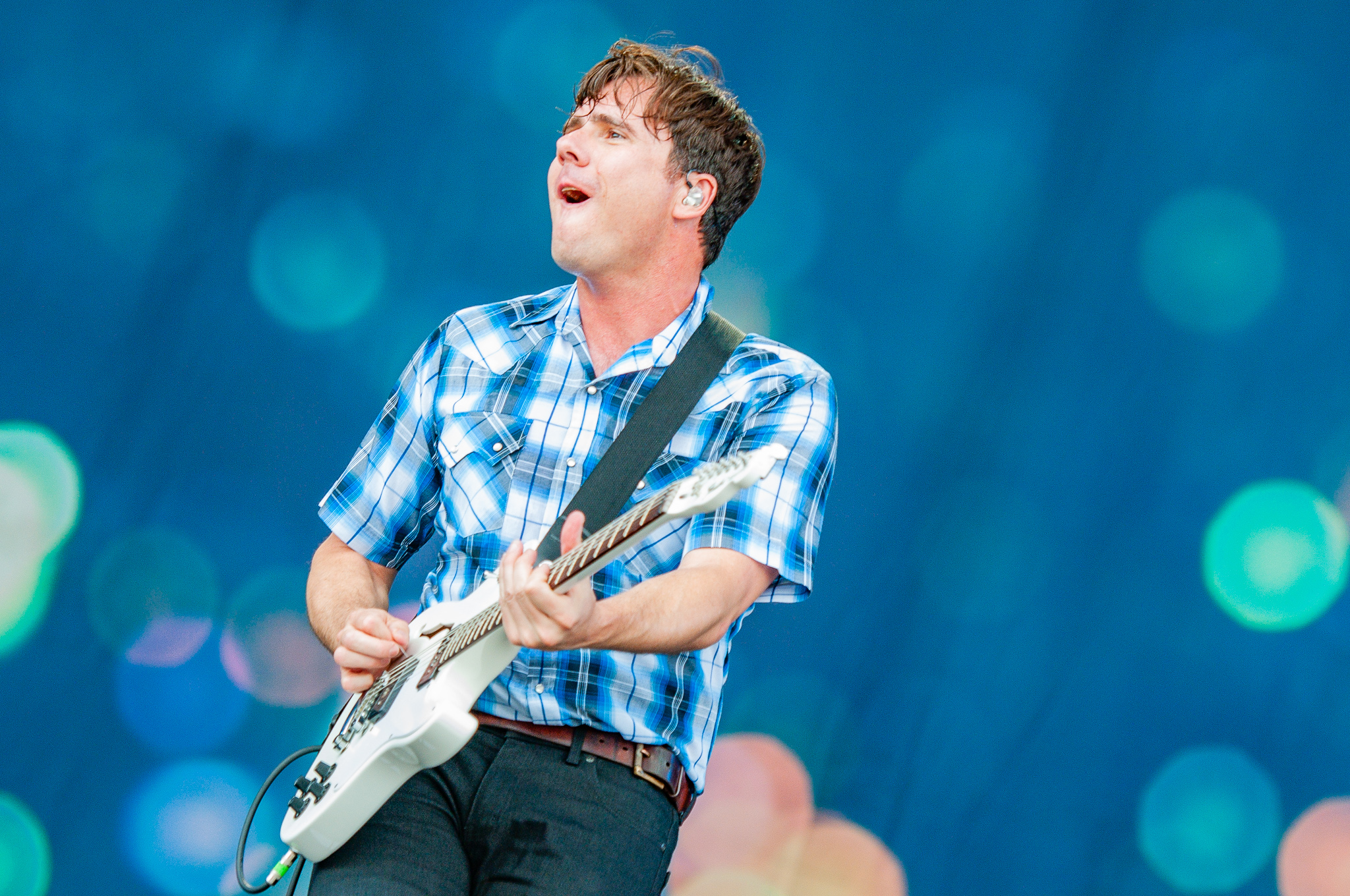
Adkins durante un concierto en el festival Rock im Park 2018 en Nuremberg.

Los comienzos en la banda fueron complicados, recuerda Jim: "es duro vivir pendiente de los singles y de los éxitos. Nosotros hemos tenido la suerte de poder actuar mucho y construirnos una sólida base de seguidores. Durante dos años, no hemos tenido el apoyo de una discográfica, ni una canción en la radio, ni siquiera un contrato, pero hemos tocado todas las noches delante de seiscientas personas."
Discos como Static Prevails o Clarity fueron muy aplaudidos por la crítica y los fanes, con quien se ganó esa base de seguidores que afirma Jim. Sin embargo les faltaba llegar al éxito internacional y asegura que "en retrospectiva, me alegro de que aquellos discos no fueran grandes bombazos." Ese éxito llegaría con Bleed American (renombrado a Jimmy Eat World, tras los atentados del 11-S): "Dicen que las mejores ideas son las que, al principio, te parece que no deberías usar. Cuando te saltas tus propias fronteras es cuando logras tu mejor trabajo. Si te gusta algo que has escrito, pero sientes reparos, es que vas por el buen camino. En este disco, el reto para nosotros estaba en escribir canciones pop concisas en vez de volvernos progresivos y abstractos."
Adkins también tiene proyectos paralelos a Jimmy Eat World, como Go Big Casino, Secret Fox y tiene una discográfica local llamada Western Tread Recordings. En Go Big Casino, cuenta con la colaboración de su compañero en Jimmy Eat World Tom Linton, que toca el órgano. Los miembros de esta formación no es fija, siendo también guitarrista el actor y músico estadounidense Drake Bell.

## Curiosidades
- Jim utiliza guitarras Gibson Les Paul y Fender Telecaster.
- Toca el bajo, aunque de momento no lo hace oficialmente con la banda en la grabación o en las giras, sí como hobby.